# ياسر قاسم
ياسر صفاء قاسم القضيفجي وهو لاعب كرة قدم عراقي في مركز الوسط، ولد في يوم 10 أيار 1991 في مدينة بغداد عاصمة العراق في منطقة الكرادة يلعب حاليا مع نادي ويلينج يونايتد، كما لعب مع نادي نورثامبتون تاون ونادي ماكليس فيلد تون و مع نادي لوتون تاون و مع نادي برايتون أند هوف ألبيون كما سبق له اللعب مع نادي توتنهام هوتسبر ولعب مع منتخب العراق منذ 2012. شارك قاسم في بطولة خليجي 22 في المملكة العربية السعودية. فاز بجائزة أفضل لاعب عراقي محترف للعام 2015. وكذلك شارك مع المنتخب العراقي في كأس آسيا في استراليا 2015، وحصل المنتخب العراقي على المركز الرابع.

## إحصاءات

### الأهداف الدولية
| #  | التاريخ              | المكان                          | الخصم   | عدد الاهدف | النتيجة | المناسبة      |
| -- | -------------------- | ------------------------------- | ------- | ---------- | ------- | ------------- |
| 1. | 17 تشرين الثاني 2014 | ملعب الأمير فيصل بن فهد، الرياض | عمان    | 1–0        | 1–1     | كأس الخليج    |
| 2. | 12 كانون الثاني 2015 | لانغ بارك، بريزبان              | الأردن  | 1–0        | 1–0     | كأس آسيا 2015 |
| 3. | 31 آذار 2015         | ستاد خالد بن محمد، الشارقة      | الكونغو | 1–0        | 1–0     | ودية          |

## روابط خارجية
- ياسر قاسم على موقع قاعدة بيانات كرة القدم.إي يو (الإنجليزية)
- ياسر قاسم على موقع ناشيونال فوتبول تيمز (الإنجليزية)
- ياسر قاسم على موقع Soccerbase.com (لاعب) (الإنجليزية)
- ياسر قاسم على موقع Soccerway.com (الإنجليزية)